# Jair Silva Santos
Jair Silva Santos, conosciuto semplicemente come Jair (Rio de Janeiro, 24 maggio 1943), è un ex calciatore brasiliano, di ruolo centrocampista.

## Carriera
Proveniente dal São Cristóvão, giunse nel 1966 al Bangu, club in cui giocò sino al 1968, vincendo il campionato Carioca 1966.
Titolare di un buon centrocampo accanto a Jaime sotto la guida dell'allenatore argentino Alfredo González, cedette poi il posto da titolare al più esperto Ocimar.
Nell'estate 1967 con il Bangu disputò il campionato nordamericano organizzato dalla United Soccer Association: accadde infatti che tale campionato fu disputato da formazioni europee e sudamericane per conto delle franchigie ufficialmente iscritte al campionato, che per ragioni di tempo non avevano potuto allestire le proprie squadre. Il Bangu rappresentò gli Houston Stars, che concluse la Western Division al quarto posto finale.
Nel 1969 passa al Bahia. Dopo l'esperienza al Bahia, cambiò numerosi club, prima di ritirarsi nel 1975.

## Palmarès

### Competizioni statali
- Campionato Carioca: 1

Bangu: 1966